# Ceseel

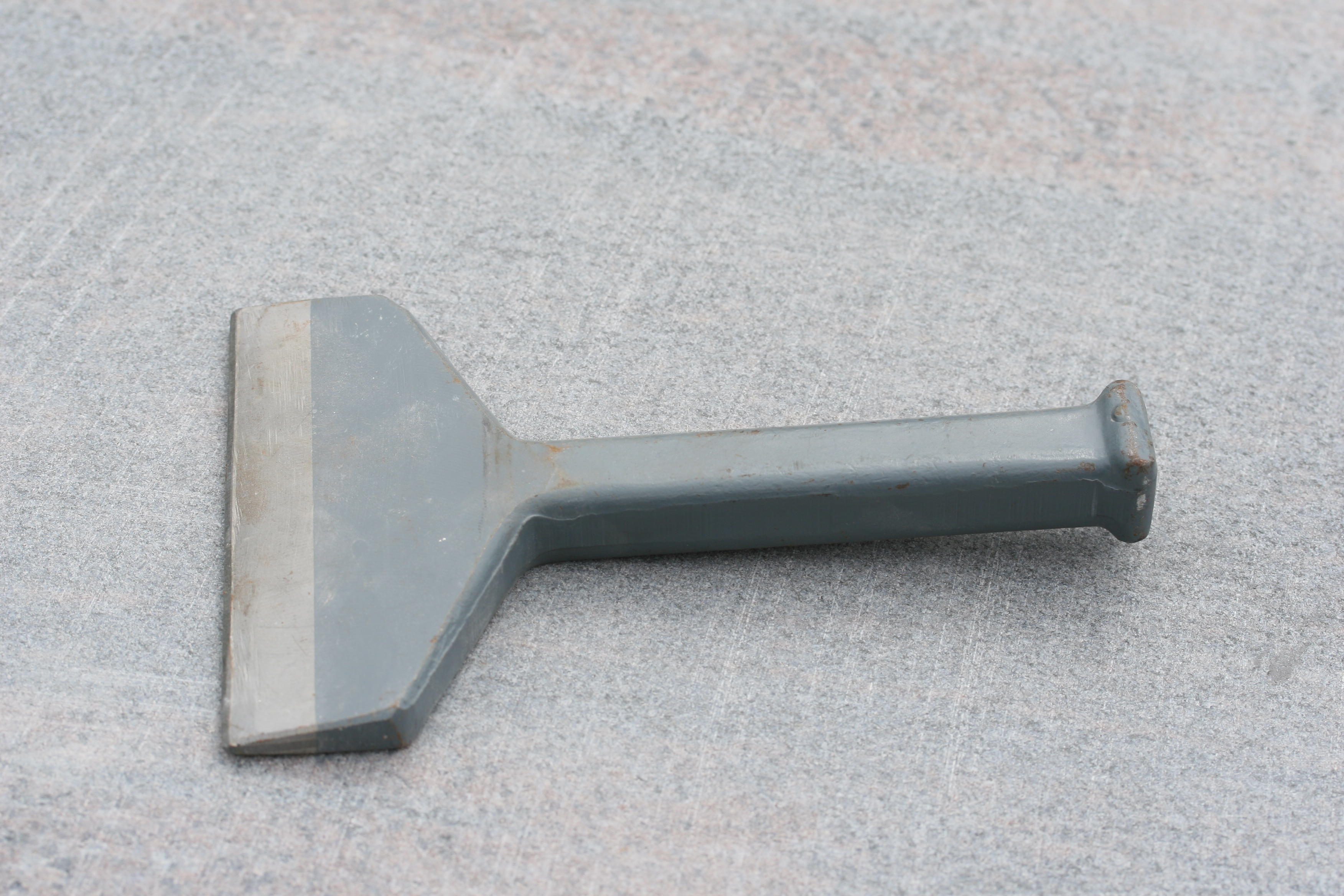
Ceseel

Een ceseel (ook wel cesseel, cijseel of cisel genoemd) is een vlakke steenbeitel met een snijbreedte van meer dan 3 cm, die wordt gebruikt om het oppervlak van een steen te bewerken door middel van scharreren of frijnen. Omdat het ceseel bedoeld is om er met een houten of kunststof klopper op te slaan, is deze altijd voorzien van een breed uitlopend, licht afgerond slageinde, de zogenaamde klopperkop, om te voorkomen dat de klopper beschadigt bij het vele slaan.
Anders dan een gewone steenbeitel wordt een ceseel niet gebruikt om een voorwerp te klieven of veel steen af te nemen, maar als laatste gereedschap om natuursteen te bewerken of van siergroeven te voorzien. Vroeger werd dit gereedschap algemeen gebruikt bij het vlakhakken van een steenoppervlak, maar sinds de intrede van de steenzaagmachine wordt een ceseel voornamelijk gebruikt voor oppervlakteverfraaiing. Met een houten hamer en ceseel slaat de steenhouwer regelmatige brede groeven (bij het scharreren) of juist smallere (bij frijnen) in de natuursteen. Deze bewerkingen hebben het doel het werkstuk, (bijvoorbeeld een trap of een vensterbank), dat oorspronkelijk met de hand uit een ruw blok steen werd gehouwen, te voorzien van een uniforme afwerking, waarbij het tevens minieme onvolkomenheden neutraliseert, die bij schuren of polijsten eerder versterkt zouden worden.

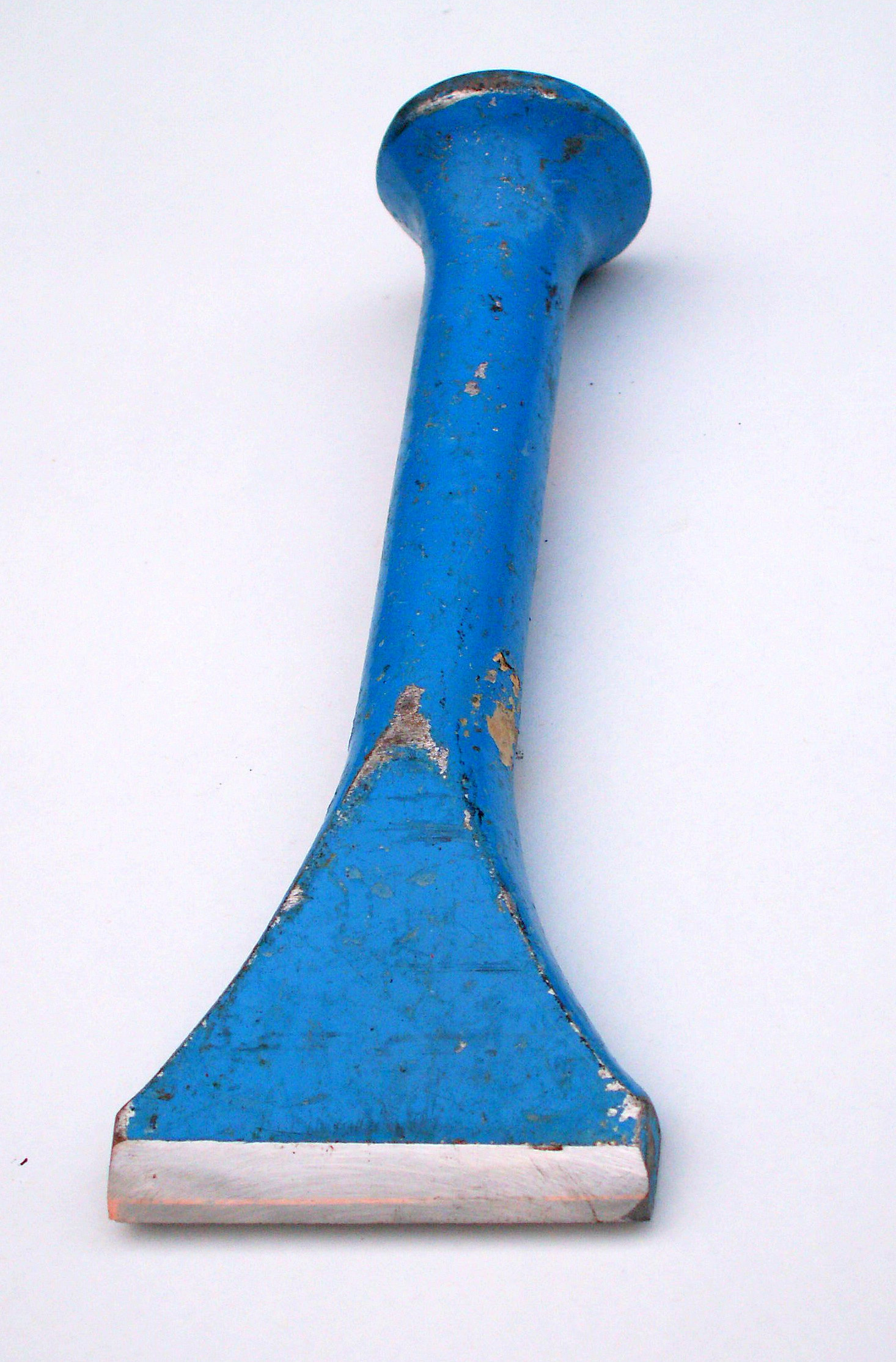
Ceseel

Omdat veel natuursteen tegenwoordig machinaal wordt bewerkt en daardoor een kille uitstraling wekt, is de functie van scharreren en frijnen nu vooral om natuursteen levendiger te maken.